# Меотида
Меоти́да — національний природний парк, розташований на землях державної власності колишніх Новоазовського, Мангушського та Нікольського районів Донецької області. Площа: 20720,9531 га, з долученням понад 14 тис. га акваторії.
Територія постраждала під час військових дій. Додатково з цього питання інформація міститься у статті про екологічні наслідки війни на сході України

## Загальна характеристика
НПП «Меотида» був створений на базі існуючого регіонального ландшафтного парку з однойменною назвою.
До складу парку включено двокілометрову лінію узбережжя Азовського моря в адміністративних межах Донецької області на території Новоазовського і Мангушського районів. Парк створений Рішенням Донецької обласної ради від 30.06.2000 р. № 23/14-304 з площею 13016,9 га.
На сьогодні загальна площа регіонального ландшафтного парку «Меотида» — 13010,6 га, в тому числі у Новоазовському районі — 5079 га, і 7938 га — у Мангушському районі.
З 2 січня 2022 року, згідно Указу Президента України межі території національного природного парку "Меотида" були суттєво змінені.
Регіональний ландшафтний парк «Меотида» став першою східною ланкою Азово-Чорноморського прибережного екологічного коридору, охопивши всю берегову смугу (за винятком м. Маріуполя). Під охорону взято близько 13 000 га морської акваторії одного з екологічно напружених регіонів України — місця проживання понад 600 000 чоловік, до яких влітку приєднується ще 90 000 відпочиваючих.
До складу парку увійшли заказники загальнодержавного значення «Білосарайська коса», «Бакаї Кривої коси», «Єланчанські бакаї» та «Приазовський чапельник», орнітологічний заказник місцевого значення «Кривокіський лиман», пам'ятки природи місцевого значення «Крива коса» і «Соснові культури».
Основні завдання парку, що створюється:
- Регулювання господарської, рекреаційної і наукової діяльності з метою збереження природних ландшафтів, об'єктів рослинного і тваринного світу, пам'яток історії і культури даної території.
- Розробка і впровадження наукових методів збереження ландшафтів в умовах господарського і рекреаційного використання.
- Впровадження екологічно безпечних технологій сільськогосподарського виробництва.
- Створення сприятливих умов для організованого туризму і відпочинку.

## Рослинний і тваринний світ
Лише за еколого-ценотичною класифікацією фахівцями Донецького ботанічного саду НАН України в парку виділено 49 формацій солончакової, степової, болотної, водної, піщаної та синантропної рослинності.
Тваринний світ парку також багатий, але окремо можна відзначити розмаїття видів пташок. У травні-червні ділянки, придатні для гніздування, вкриваються суцільним килимом з куликів, мартинів та крячків. Серед гніздових видів зустрічаються занесені до Червоної книги України: реготун чорноголовий, пісочник морський, вівсянка чорноголова та інші. Але це лише мала частина багатомільйонної армії перелітних птахів. Під час міграцій тут можна побачити степову красуню дрохву, лісового самітника — лелеку чорного, посланця далекої тундри — червоноволу казарку та грифа чорного, що прилетів з передгір'їв, а взимку — білу сову.
Саме стан орнітофауни, головним чином біотичне розташування, було використано як головний критерій при зонуванні території. Тим паче, що поширення інших тварин, особливо рідкісних, добре корелюється з птахами.
На ділянках кіс, що охороняються, непогано збереглися аборигени фауни безхребетних тварин.
В акваторії РЛП «Меотида» можна зустріти всі 79 видів риб, більшість з яких ще в недалекому минулому надавали Азовському морю славу найпродуктивнішого у світі. Дуже рідко, але ще трапляються дельфіни-азовки.

## Стан охорони біорізноманіття
На краю Кривої коси — «Стрілка» (Новоазовський район, Донецька область), що має площу 100 га, до початку 1980-х років велося полювання, промислове та любительське рибальство, косіння очерету, туризм. У результаті чисельність птахів водно-болотного комплексу була досить низькою, а багато рідкісних видів взагалі перестали гніздитися. На початку 1980-х років тут був створений орнітологічний заказник, завдяки чому було заборонене полювання.
У 2000 р. тут, з ініціативи донецького орнітолога і природоохоронця Г. М. Молодана, було створено регіональний ландшафтний парк «Меотида», реорганізований в 2009 р. у національний природний парк «Меотида». Керівником цих двох організацій був затверджений Г. М. Молодан. З самого початку роботи регіонального ландшафтного парку «Меотида» на «Стрілці» була організована суворо охоронювана заповідна зона. Будь-яке господарське використання даної території, будь-який антропогенний вплив, навіть екскурсії тут були заборонені. З метою закриття території для відвідування людей місце проходу на «Стрілку» було перекопано ровом, встановлено огорожу з колючим дротом, а також організовані цілодобові охоронні пости.
Результат не дав себе чекати. За сім років чисельність занесеного до Червоної книги України чорноголового реготуна з 0 гнізд зросла до 3 тис. У даний час це найбільша колонія чорноголового реготуна в Європі.
Чисельність занесеного до Червоної книги України кучерявого пелікана з 0 гнізд зросла до 17 гнізд. Чисельність фонового виду — крячок рябодзьобий з 0 гнізд зросла до 60 тис. гнізд. Періодично став гніздитися чорноголовий мартин, який ніколи раніше тут не гніздився. Кількість своїх гнізд збільшив і занесений до Червоної книги України кулик-сорока.
У 2015 р. внаслідок Російської окупації Донбасу на території національного парку припинила працювати служба охорони (адміністрація національного парку була розташована у м. Новоазовську), це призвело до численних порушень і втрати великої частини популяцій птахів на території національного парку

## Території природно-заповідного фонду, що входять до складу РЛП «Меотида»
Нерідко, оголошенню національного парку або заповідника передує створення одного або кількох об'єктів природно-заповідного фонду місцевого значення. В результаті, великий НПП фактично поглинає раніше створені ПЗФ. Проте їхній статус зазвичай зберігають.
- Заказник загальнодержавного значення «Білосарайська коса», ландшафтний
- Заказник загальнодержавного значення «Бакаї Кривої коси», орнітологічний
- Заказник загальнодержавного значення «Єланчанські бакаї», орнітологічний
- Пам'ятка природи місцевого значення «Крива коса», зоологічна
- Заказник місцевого значення «Кривокоський лиман», орнітологічний
- Заказник загальнодержавного значення «Приазовський чапельник», орнітологічний

## Виноски
1. ↑  Указ Президента України №7/2022 "Про зміну меж території національного природного парку "Меотида". Архів оригіналу за 5 січня 2022. Процитовано 5 січня 2022.
2. 1 2 3  http://ecoethics.ru/polozhitelnyiy-opyit-vliyaniya-zapovednosti-i-zapovednyih-zon-na-ohranu-bioraznoobraziya-2/ [Архівовано 12 січня 2015 у Wayback Machine.] Борейко В. Е. Положительный опыт влияния заповедности и заповедных зон на охрану биоразнообразия
3. ↑  Зйомка реклами «ДНР» знищила колонію птахів у національному парку. Архів оригіналу за 6 жовтня 2015. Процитовано 6 жовтня 2015.

## Додатково
- Вікісховище має мультимедійні дані за темою: Меотида
- ПЗФ України [Архівовано 2 травня 2014 у Wayback Machine.]
- Сайті регіонального ландшафтного парку «Меотида»
- Степи України [Архівовано 2 травня 2014 у Wayback Machine.]
- Міністерство екології та природних ресурсів України Наказ від 21.09.2011 N 331 «Про затвердження Положення про національний природний парк „Меотида“»[недоступне посилання з липня 2019]
- Указ Президента України від 25 грудня 2009 року N 1099/2009 «Про створення національного природного парку „Меотида“» [Архівовано 8 березня 2016 у Wayback Machine.]
- Відеоролики творчої групи B Wild про НПП «Меотида»:

1. Національний природний парк «Меотида»: Білосарайська коса, Азовське море та південні степи [Архівовано 4 грудня 2020 у Wayback Machine.] (2017)
2. National Nature Park «Meotyda»: Bilosarayska spit, Sea of Azov and southern steppes [Архівовано 4 грудня 2020 у Wayback Machine.] (2017)
3. Національний природний парк «Меотида»: Половецький степ [Архівовано 4 грудня 2020 у Wayback Machine.] (2017)
4. National Nature Park «Meotyda»: «Polovetsky steppe» [Архівовано 4 грудня 2020 у Wayback Machine.](2017)
5. Національний природний парк «Меотида»: Приазовський чапельник [Архівовано 4 грудня 2020 у Wayback Machine.] (2017)
6. National Nature Park «Meotyda»: «Pryazovsky heronry» [Архівовано 4 грудня 2020 у Wayback Machine.](2017)